# Meester van Meßkirch

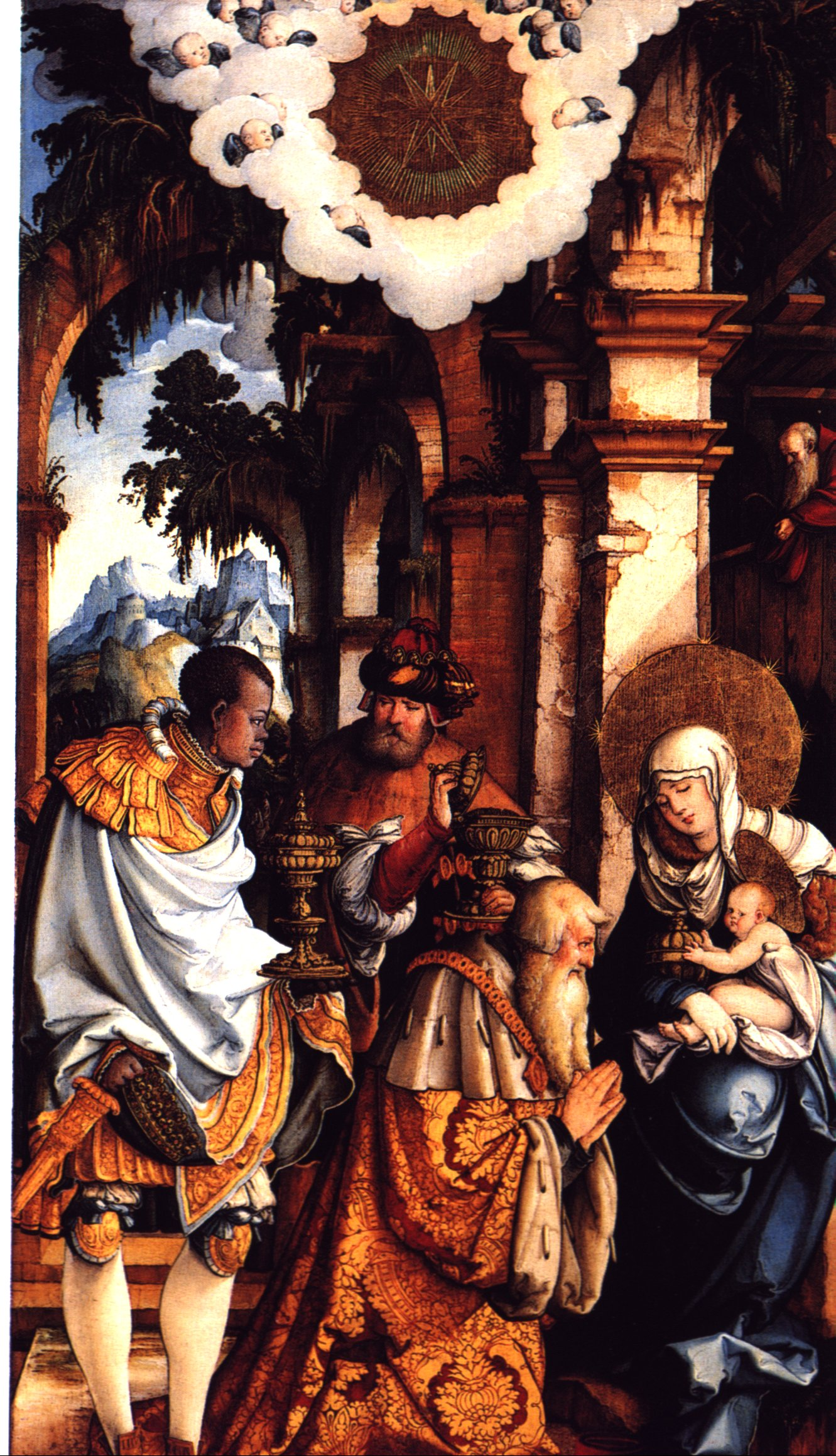
Aanbidding der Koningen, middenpaneel van het hoofdaltaar, Meßkirch

Meester van Meßkirch (ook wel geschreven als Meszkirch of Messkirch) is de noodnaam voor een Duitse kunstschilder uit de periode van de Noordelijke renaissance, die actief was in de eerste helft van de 16e eeuw.
De naam van de kunstenaar verwijst naar de altaarstukken die hij heeft vervaardigd voor de kloosterkerk van Meßkirch in het district Sigmaringen.
De altaarstukken kwamen tot stand in opdracht van graaf Gottfried Werner von Zimmern, voor wie de schilder werkte in de periode van ongeveer 1530 tot 1538. Het gaat om werken voor een hoogaltaar en tien zij-altaren.
Gezien zijn stijl zou de meester zijn opgeleid in de omgeving van Albrecht Dürer, mogelijk bij Hans von Kulmbach of Hans Leonhard Schäufelein.
Hoewel de identiteit van de meester tot op heden niet met zekerheid is vast te stellen, gaan de gedachten van kunsthistorici uit naar Peter Strüb de Jongere en Joseph Weiß.
Het middenpaneel van het hoofdaltaar bevindt zich nog in de kloosterkerk van Meßkirch, de overige stukken zijn verspreid over tal van musea in en buiten Duitsland.
- Bibliothèque nationale de France: cb13495719p (data)
- Gemeinsame Normdatei: 11936929X
- International Standard Name Identifier: 0000 0000 9586 1583
- Library of Congress Control Number: nr98024038
- RKD-Nederlands Instituut voor Kunstgeschiedenis: 53315
- Système universitaire de documentation: 182090582
- Union List of Artist Names: 500124279
- Virtual International Authority File: 4843738
- WorldCat: E39PCjK499xgvwBK7xxQCrMGh3